# Liste des types de Wings de l'United States Air Force
Liste des abréviations utilisées pour les différents types de Wings (escadres) de l'United States Air Force.
Cette liste, incomplète, reprend les désignations utilisées dans les années 1980. Depuis cette époque, de nombreux sigles ne sont plus utilisés alors que d'autres sont apparus :
- AAW : Aeromedical Airlift Wing
- AREG : Aerospace Rescue & Recovery Group
- ARG : Air Refueling Group
- ARW : Air Refueling Wing
- AWCW : Airborne Warning & Control Wing
- BW : Bomb Wing
- CG : Composite Group
- CW : Composite Wing
- DSEG : Defense Systems Evaluation Group
- FTW : Flying Training Wing
- FIG : Fighter Interceptor Group
- FIS : Fighter Interceptor Squadron
- RWRW : Rescue & Weather Reconnaissance Wing
- SOG : Special Operations Group
- SOS : Special Operations Squadron
- SOW : Special Operations Wing
- SMW : Strategic Missile Wing
- SRW : Strategic Reconnaissace Wing
- SW : Strategic Wing
- MAG : Military Airlift Group
- MAW : Military Airlift Wing
- MAW(A) : Military Airlift Wing (Associate)
- TACW : Tactical Air Control Wing
- TAG : Tactical Air Group
- TASS : Tactical Air Support Squadron
- TASW : Tactical Air Support Wing
- TAW : Tactical Airlift Wing
- TEWG : Tactical Electronic Warfare Group
- TFG : Tactical Fighter Group
- TFW : Tactical Fighter Wing
- TFTG : Tactical Fighter Training Group
- TFTW : Tactical Fighter Training Wing
- TRG : Tactical Reconnaissance Group
- TRW : Tactical Reconnaissance Wing
- TTW : Tactical Training Wing